# 萊克菲爾德鎮區 (密歇根州薩吉諾縣)
萊克菲爾德鎮區（英語：Lakefield Township）是位於美國密歇根州薩吉諾縣的一個行政鎮區。

## 地方資料
萊克菲爾德鎮區的面積為62.40平方千米，當中陸地面積為62.40平方千米，而水域面積為0.00平方千米。根據2020年美國人口普查的數據，當地共有人口894人，而人口密度為每平方千米14.33人。